# Polyteknisk Flyvegruppe
Polyteknisk Flyvegruppe (PFG) er en af de ældste svæveflyveklubber i Danmark. Klubben har siden grundlæggelsen i 1943 været tilknyttet det nuværende DTU, idet klubben blev stiftet af ingeniørstuderende. I perioden 1926 – 1937 eksisterende , Polyteknisk Svæveflyvegruppe, hvis medlemmer den 13. maj 1927 gennemførte den første svæveflyvning i Danmark.
Hovedparten af medlemmerne er studerende eller dimmitender fra DTU, men der er også medlemmer, som ikke er ingeniører.
Klubben råder (pr. maj 2014) over seks svævefly, en motorsvæver og et hjemmebygget motorslæbefly, Polyt 5. Klubben har klubhus på Kaldred Flyveplads (55°42′04″N 11°15′44″Ø / 55.70111°N 11.26222°Ø), som ligger ved Kalundborg, og har også eget værksted på DTU's område i Kongens Lyngby (55°47′31″N 12°31′21″Ø / 55.79194°N 12.52250°Ø), der i øvrigt ligger på den tidligere Lundtofte Flyveplads' område.
Polyteknisk Flyvegruppe har flere medlemmer, som deltager i konkurrenceflyvning såsom Danmarksmesterskaber og Sjællandsmesterskaber, ligesom klubben er meget aktivt deltagende i den landsdækkende svæveflyvekonkurrence, Termik-ligaen, der både er individuel og på klubbasis.

## Ekstern henvisning
- Officiel hjemmeside
- Termik-ligaen Arkiveret 17. januar 2020 hos  Wayback Machine
- Dansk Svæveflyver Union

| Sport | Spire Denne artikel om sport er en spire som bør udbygges. Du er velkommen til at hjælpe Wikipedia ved at udvide den. |